# Robert Hrubý
Robert Hrubý (* 27. dubna 1994 Praha) je český profesionální fotbalista, který hraje na pozici středního záložníka za český klub Bohemians Praha 1905. V roce 2017 odehrál také 2 utkání v dresu české reprezentace.

## Klubová kariéra

### SK Slavia Praha
Robert Hrubý je odchovancem SK Slavia Praha, kde prošel všemi mládežnickými kategoriemi.
Před jarní částí sezony 2013/14 se propracoval do prvního mužstva. V Gambrinus lize debutoval pod trenérem Miroslavem Koubkem v ligovém utkání 22. února 2014 proti SK Sigma Olomouc, kde pražský tým utrpěl debakl 1:5. Dostal se na hřiště v samotném závěru střetnutí. V základní sestavě mu dal poprvé příležitost nový nizozemský trenér Slavie Alex Pastoor 10. března 2014 proti FK Teplice (porážka 0:1). 18. března 2014 podepsal s mužstvem nový kontrakt do konce ročníku 2017/18. První ligovou trefu si připsal 2. května 2014 v utkání s 1. FK Příbram (výhra 3:0).

### FC Baník Ostrava (hostování)
V lednu 2016 odešel z kádru Slavie, který prodělával velké změny, do týmu FC Baník Ostrava bojujícího o záchranu v Synot lize, kde ve dvanácti odehraných zápasech vstřelil čtyři branky.

### FK Teplice (hostování)
V červenci 2016 odešel na další hostování, tentokrát do týmu FK Teplice, kam si ho vybral nový trenér Daniel Šmejkal.

### FC Baník Ostrava
V prosinci 2016 přestoupil za cca 5 milionů Kč ze Slavie Praha do již druholigového Baníku Ostrava, kde na jaře hostoval. Zájem Baníku o jeho angažování přetrvával, hráč zde podepsal kontrakt platný od 1. ledna 2017.

## Reprezentační kariéra
Robert Hrubý reprezentoval Českou republiku v mládežnických týmech U16, U17, U18 a U20. Od roku 2014 hrál za reprezentaci do 21 let. Debutoval 15. dubna 2014 proti Slovensku (porážka 1:3).
V A-mužstvu České republiky debutoval 8. listopadu 2017 v přípravném utkání v katarském městě Dauhá proti reprezentaci Islandu (výhra 2:1).

### Reprezentační zápasy a góly
Zápasy Roberta Hrubého v A-mužstvu české reprezentace 
| Rok    | Zápasy | Góly |
| ------ | ------ | ---- |
| 2017   | 2      | 0    |
| Celkem | 2      | 0    |